# Otto Dobrindt
Otto Ernst Dobrindt (* 24. August 1886 in Henkendorf/Westpreußen (heute Hanki); † 13. September 1963 in Berlin) war ein deutscher Orchesterleiter und Filmkomponist.

## Leben
Dobrindt wurde in Königsberg (Preußen) u. a. bei Otto Fiebach und von 1910 bis 1912 am Klindworth-Scharwenka-Konservatorium durch Philipp Scharwenka (Komposition) und Mark Günzburg (Klavier) ausgebildet. Er begann 1924 als Aufnahmeleiter bei der Schallplattenfirma Carl Lindström AG, deren Chefaufnahmeleiter er wurde. Ab 1925 nahm er unter verschiedenen Pseudonymen (u. a. Saxophon-Orchester Dobbri, Odeon Tanz-Orchester, Wiener Bohème-Orchester, Dobbri, Robert Renard, Eddie Saxon, Frank Sandlers, Eric Harden, Götz Höhne) eigene Produktionen in unterschiedlichen Stilrichtungen, von Swing bis zur leichten Klassik, auf. Das „Orchester Otto Dobrindt“ begleitete viele Stars der Ufa bei Platteneinspielungen, zum Beispiel Lilian Harvey, Willy Fritsch und Hans Albers. Dobrindt dirigierte die Aufnahme eines Potpourris der „Lustigen Witwe“ mit Zarah Leander. 1935 übernahm Dobrindt die Leitung des Unterhaltungsorchesters beim Deutschlandsender. Zu dem Film „Alles hört auf mein Kommando“ schrieb er im gleichen Jahr die Musik. Er dirigierte zahlreiche Wunschkonzerte mit dem Parteiabzeichen der NSDAP am Revers.
Ab 1945 leitete Dobrindt das Unterhaltungsorchester des Berliner Rundfunks im Ostsektor der Stadt. Erst nach dem Bau der Berliner Mauer 1961 gab der in Berlin-Schöneberg im Westteil der Stadt Lebende diesen Posten auf. Dobrindt dirigierte auch andere Orchester in der DDR. So nahm er mit dem Rundfunk-Sinfonieorchester Leipzig Operettenquerschnitte und mit dem DEFA-Sinfonieorchester 1955 die DEFA-Version der Fledermaus auf.
Dobrindt blieb unverheiratet. Er starb 1963 im Alter von 77 Jahren im Martin-Luther-Krankenhaus in Berlin-Wilmersdorf.

## Lexikalische Einträge
- Dobrindt, Otto in: Paul Frank / Wilhelm Altmann: Kurzgefasstes Tonkünstler-Lexikon. Neudruck der 14. Auflage von 1936. Heinrichhofen’s Verlag, Wilhelmshaven 1971. ISBN 3-7959-0083-2, S. 127
- Jürgen Wölfer: Jazz in Deutschland. Das Lexikon. Alle Musiker und Plattenfirmen von 1920 bis heute. Hannibal, Höfen 2008, ISBN 978-3-85445-274-4.